# حصار الشغور
حصار الشغور حدث في أغسطس 1188 بين السلطنة الأيوبية بقيادة صلاح الدين وإمارة أنطاكية، التي كانت تسيطر على منطقة جسر الشغور بما فيها الحصنين الشغور-بكاس، الواقعين هناك.

## الحصار
أخذ صلاح الدين الوحدة الرئيسية من جيشه وغادر قلعة صهيون في 30 يوليو، ووصل وعسكر على ضفاف نهر العاصي بالقرب من قلعة الشغور، وكان هذا الحصن على المرتفعات إلى الغرب من جسر عبور الشغور الذي يضم قلعتان مقسمتان بخندق واسع. وفقًا لبهاء الدين، أخذ صلاح الدين المفرزة وهاجم قلعة بكاس حتى استولى عليها في 5 أغسطس، فذبح حاميتها وأسر الباقي، بينما يزعم ابن الأثير أن القلعة هُجرت عندما وصل الأيوبيون.
يزعم بهاء الدين أن الشغور تعرضت للقصف من جميع الجهات لكنه لا يذكر أنه إذا وصلت الحجارة إلى الجدران، فلن يكون لدى المدافعين خيار سوى الاستسلام. يزعم ابن الأثير أن بعض الحجارة تمكنت من ضرب القلعة لكنها لم يكن لها تأثير. ومع ذلك، كان موقف الصليبيين ميئوسًا منه لدرجة أن القوات الأيوبية صُدمت عندما علمت أن الحامية طلبت الاستسلام لأن الأيوبيين لم يحققوا سوى القليل في الحصار وأنهم كانوا ليفشلوا في الاستيلاء عليها. بعد الاستيلاء على القلاع، سلمها إلى أمير يُدعى قِلِج، وأمره بإعادة بناء الحصن والمغادرة.

## العواقب
بعد الاستيلاء على القلعتين، أرسل صلاح الدين ابنه الظاهر غازي للاستيلاء على حصن سرمين، ونجح في الاستيلاء على القلعة وتدميرها.